# خوان گوتیهررز (خوانیتو)
خوان گوتیهررز (خوانیتو) (به اسپانیایی: Juan Gutiérrez (Juanito)) بازیکن فوتبال اهل اسپانیا است که از سال ۲۰۰۲ تا ۲۰۰۸ میلادی عضو تیم ملی فوتبال اسپانیا بوده و در ۲۶ بازی ملی حضور داشته‌است. او در بازی‌های ملی‌اش ۳ گل به ثمر رساند.